# Freqüència modulada

Un senyal modulador (la primera) pot transmetre modulant una ona portadora en AM (la segona) o FM (la tercera), entre d'altres.

La freqüència modulada (FM) és un tipus de modulació angular que consisteix a modificar la freqüència instantània de l'ona portadora en funció de les variacions del senyal d'informació o modulador. Com a modulació angular, és molt més resistent al soroll que una modulació d'amplitud, com podria ser la modulació AM o doble banda lateral, ja que el soroll se suma a l'amplitud de la portadora però no afecta a la seva freqüència, que és precisament on està codificada la informació.
En telecomunicacions, la freqüència modulada (FM) o la modulació de freqüència és una modulació angular que transmet informació a través d'una ona portadora variant la seva freqüència (contrastant aquesta amb l'amplitud modulada o modulació d'amplitud (AM), on l'amplitud de l'ona és variada mentre que la seva freqüència es manté constant). En aplicacions analògiques, la freqüència instantània del senyal modulat és proporcional al valor instantani del senyal modulador. Es poden enviar dades digitals pel desplaçament de l'ona de freqüència entre un conjunt de valors discrets, una modulació coneguda com a FSK.
La freqüència modulada és utilitzada normalment en les radiofreqüències de molt alta freqüència per l'alta fidelitat de la radiodifusió de la música i la parla (vegeu Ràdio FM). El so de la televisió analògica també és difós per mitjà de FM. Un formulari de banda estreta s'utilitza per a comunicacions de veu a la ràdio comercial i en les configuracions d'aficionats. El tipus utilitzat en la radiodifusió FM és generalment anomenat àmplia-FM o W-FM (de la sigles en anglès "Wide-FM"). A la ràdio de dues vies, la banda estreta o N-FM (de la sigles en anglès "Narrow-FM") és utilitzada per estalviar banda estreta. A més, s'utilitza per enviar senyals a l'espai.
La freqüència modulada també s'utilitza en les freqüències intermèdies de la majoria dels sistemes de vídeo analògic, incloent VHS, per registrar la luminància (blanc i negre) del senyal de vídeo. La freqüència modulada és l'únic mètode factible per a la gravació de vídeo i per recuperar de la cinta magnètica sense la distorsió extrema, com els senyals de vídeo amb una gran varietat de components de freqüència - d'uns pocs hertzs a diversos megahertzs, essent també massa àmplia per treballar amb equalitzadors a conseqüència del soroll per sota de -60 dB. La FM també manté la cinta en el nivell de saturació, i, per tant, actua com una forma de reducció de soroll de l'àudio, i un simple corrector pot emmascarar variacions en la sortida de la reproducció, i que la captura de l'efecte d'FM elimina a través d'impressió i pre-eco. Un pilot de to continu, si s'afegeix al senyal -que es va fer en V2000 i en molts formats de banda alta- pot mantenir el tremolor mecànic sota control i ajudar el temps de correcció.
La freqüència modulada també s'utilitza en les freqüències d'àudio per sintetitzar so. Esta tècnica, coneguda com a síntesi FM, va ser popularitzada a principis dels sintetitzadors digitals i es va convertir en una característica estàndard per a diverses generacions de targetes de so d'ordinadors personals.

## Expressió matemàtica del senyal FM
Considerant l'ona portadora com:
{\displaystyle A_{o}\cdot \cos(2\pi f_{o}t)}
Un senyal modulat en FM respon a l'expressió següent:
{\displaystyle V_{FM}=A_{o}\cdot \cos \left(2\pi f_{o}t+2\pi f_{d}\int _{-\infty }^{t}x(u)\,du\right)}
On x(t) és el senyal d'informació (missatge), {\displaystyle V_{FM}} és el senyal modulat en FM i {\displaystyle f_{d}} és la desviació de freqüència, que determina la sensibilitat en la variació de freqüència per a una variació d'amplitud del missatge.

La freqüència instantània del senyal FM es calcula com la derivada de la fase instantània del senyal, on la fase instantània és l'argument del cosinus.
{\displaystyle f_{i}={\frac {1}{2\pi }}\cdot {\frac {d\phi (t)}{dt}}}
En el cas del senyal FM:
{\displaystyle f_{i}=f_{o}+f_{d}\cdot x(t)}
Observem que la màxima desviació de freqüència instantània vindrà determinada per l'amplitud del senyal modulador i per la desviació de freqüència. No hem de confondre la desviació de freqüència instantània màxima del senyal amb la seva amplada de banda/espectre!

## Espectre i amplada de banda del senyal FM
Per determinar l'espectre d'un senyal FM quan el senyal a transmetre és un cosinus de freqüència {\displaystyle f_{m}} i amplitud {\displaystyle A_{m}}, cal fer un desenvolupament en sèrie complexa de fourier, que dona lloc a la següent expressió:
{\displaystyle V_{FM}(f)=A_{o}\cdot \sum _{n=-\infty }^{\infty }{J_{n}(\beta )\cos \left(2\pi (f_{o}+nf_{m})t\right)}}
On {\displaystyle J_{n}(\beta )} és la funció de Bessel d'ordre n de en el punt {\displaystyle \beta }.
I {\displaystyle \beta } es calcula com,
{\displaystyle \beta ={\frac {A_{m}\cdot f_{d}}{f_{m}}}}

Determinar de forma analítica l'espectre d'un senyal FM per a un senyal modulador qualsevol és molt complicat, i per això se suposa un espectre amb una forma genèrica rectangular, centrat en la freqüència fo, i amb una amplada de banda determinat a partir de les anomenades Taules de Carson, que van ser definides experimentalment.

## Potència senyal FM
Si calculem la potència del senyal FM a partir de l'esperança de la seva expressió temporal al quadrat, observem que aquesta únicament depèn de la potència de l'ona portadora.
{\displaystyle P_{FM}={\frac {A_{o}^{2}}{2}}}

## Demodulació FM
La demodulació d'un senyal FM consisteix bàsicament a derivar el senyal per tal d'aconseguir tenir la informació a l'envolvent i, a continuació, utilitzar el mateix sistema que en AM, un detector d'envolvent, filtre pas baix i supressor de contínua per eliminar la contínua generada en l'envolvent després de derivar a causa de la freqüència constant fo.

## Aplicacions en ràdio
Dins de les aplicacions de FM es troba la ràdio, on els receptors empren un detector de FM i exhibeixen un fenomen anomenat efecte de captura, on el sintonitzador és capaç de rebre el senyal més fort dels quals transmeten en la mateixa freqüència. No obstant això, la falta de selectivitat per les desviacions de freqüència causa que un senyal sigui sobtadament pres per un altre d'un canal adjacent. Una altra de les característiques que presenta F.M., és la de poder transmetre senyals estereofònics, i entre altres de les seves aplicacions es troben la televisió, com *sub-portadora de so; en micròfons sense fils; i com a ajuda en navegació aèria.
Edwin Armstrong va registrar cinc patents cobrint els bàsics del sistema en desembre de 1933 i va presentar el seu estudi: "Un mètode de reducció de molèsties a la Ràdio mitjançant un sistema de modulació de freqüència", que va descriure per primera vegada a la FM, abans que la secció novaiorquesa de l'Institut d'Enginyers de Ràdio el 6 de novembre de 1935. L'estudi va ser publicat el 1936.
La FM d'ona llarga (W-FM) requereix una amplada de banda que la modulació d'amplitud per un senyal modulador equivalent, però alhora fa al senyal més resistent al soroll i la interferència. La modulació de freqüència és també més resistent al fenomen de l'esvaniment, molt comú en l'AM. Per aquestes raons, la FM va ser escollida com l'estàndard per a la transmissió de ràdio d'alta fidelitat, resultant en el terme "Ràdio FM" (encara que per molts anys la BBC la va anomenar "Ràdio VHF", ja que la radiodifusió en FM fa servir una part important de la banda VHF).
Els receptors de ràdio FM utilitzen un detector per senyals FM i exhibeixen un fenomen anomenat efecte de captura, on el sintonitzador és capaç de rebre el senyal més fort de les que transmetin a la mateixa freqüència. Tanmateix, la desviació de freqüència o manca de selectivitat pot causar que una estació o senyal sigui sobtadament presa per una altra en un canal adjacent. La desviació de freqüència generalment constituir un problema en receptors vells o barats, mentre que la selectivitat inadequada pot afectar qualsevol aparell.
Un senyal FM també pot ser usat per transportar un senyal estereofònic. No obstant, això es fa mitjançant l'ús de multiplexació i demultiplexació abans i després del procés de la FM. Es compon un senyal modulador (en banda base) amb la suma dels dos canals (esquerre i dret), i s'hi afegeix un to pilot a 19 kHz. Es modula a continuació un senyal diferència dels dos canals a 38 kHz a doble banda lateral, i se li afegeix al modulador anterior. D'aquesta manera s'aconsegueix compatibilitat amb receptors antics que no siguin estereofònics, i a més la implementació del demodulador és molt senzilla.
Una amplificació de commutació de freqüències radials d'alta eficiència pot ser usada per transmetre senyals FM (i altres senyals d'amplitud constant). Per una força de senyal donada (mesura a l'antena del receptor), els amplificadors de commutació utilitzen menys potència i costen menys que un amplificador lineal. Això li dona a la FM un altre avantatge sobre altres esquemes de modulació que requereixen amplificadors lineals, com l'AM i la QAM.

## Altres aplicacions
La modulació de freqüència troba aplicació en gran quantitat de sistemes de comunicació. A banda de la FM de radiodifusió, entre 88 i 108 MHz, la separació entre dos canals adjacents és de 200 kHz i la desviació de freqüència Δf = 75 kHz. la FM s'ha utilitzat principalment en les aplicacions següents:
- Televisió:
  - Subportadora de so: La informació de so modula en freqüència la subportadora de so, que posteriorment s'uneix a la resta de components del senyal de TV per modular en AM la portadora del canal corresponent i es filtra per obtenir la banda lateral vestigial. El so NICAM és digital i no segueix aquest procés.
  - SECAM: El sistema de televisió en color SECAM modula la informació de color en FM.
- Micròfons sense fil: Degut a la major insensibilitat davant les interferències, els micròfons sense fils han vingut utilitzant la modulació de freqüència.
- Ajudes a la navegació aèria. Sistemes com el Dvor (VOR Doppler), simulen una antena giratòria que, per efecte Doppler, modula en freqüència el senyal transmès.